# 506년

## 연호
- 남량(南梁) 천감(天監) 5년
- 북위(北魏) 정시(正始) 3년

## 기년
- 남량(南梁) 무제(武帝) 5년
- 북위(北魏) 선무제(宣武帝) 7년
- 신라(新羅) 지증왕(智證王) 7년
- 고구려(高句麗) 문자명왕(文咨明王) 16년
- 백제(百濟) 무령왕(武寧王) 6년